# Jacqueline Obradors
Jacqueline Danell Obradors (* 6. Oktober 1966 in San Fernando Valley, Kalifornien) ist eine US-amerikanische Schauspielerin.

## Leben und Leistungen
Obradors trat zuerst vorwiegend in Fernsehserien auf, im Actionfilm Red Sun Rising (1993) übernahm sie eine kleine Nebenrolle. Im Actionfilm Soldier Boyz (1996) trat sie als Vasquez neben Michael Dudikoff auf. Im Actionfilm Sechs Tage, sieben Nächte (1998) spielte sie die Rolle der Angelica neben Harrison Ford und Anne Heche. Für diese Rolle wurde sie im Jahr 1999 für den Blockbuster Entertainment Award nominiert.
In der Komödie Tortilla Soup – Die Würze des Lebens (2001) spielte sie die Rolle von Carmen Naranjo, der Tochter von Martin Naranjo, den Hector Elizondo spielte. Für diese Rolle wurde sie im Jahr 2002 für den American Latino Media Arts Award nominiert. In den Jahren 2001 bis 2005 spielte sie die Rolle der Polizistin Rita Ortiz in der Fernsehserie NYPD Blue. Für diese Rolle wurde sie 2002 für den American Latino Media Arts Award nominiert. Im Actionfilm Unstoppable (2004) spielte sie neben Wesley Snipes eine der Hauptrollen. In der Sitcom Freddie spielte sie in den Jahren 2005 und 2006 neben Freddie Prinze junior die Rolle seiner Schwester Sofia.
Sie ist mit dem Filmproduzenten Juan García verheiratet.

## Filmografie (Auswahl)
- 1992: Parker Lewis – Der Coole von der Schule (Parker Lewis Can’t Lose, Fernsehserie, 1 Folge)
- 1993: The Waiter (Kurzfilm)
- 1994: Red Sun Rising
- 1995: Soldier Boyz
- 1995: Vanishing Son (Fernsehserie, 1 Folge)
- 1995: Diagnose: Mord (Diagnosis Murder, Fernsehserie, 1 Folge)
- 1995: Ein Satansbraten ist verliebt (Problem Child 3: Junior in Love)
- 1995: Renegade – Gnadenlose Jagd (Renegade, Fernsehserie, 1 Folge (Staffel 4/Folge 1)
- 1995: Live Shot (Fernsehserie, 2 Folgen)
- 1996: High Tide – Ein cooles Duo (Fernsehserie, 1 Folge)
- 1996: Mord ist ihr Hobby (Murder, She Wrote, Fernsehserie, 1 Folge)
- 1996: Nachtschicht mit John (The John Larroquette Show, Fernsehserie, 1 Folge)
- 1996: Crossing Over
- 1996: Burning Zone – Expedition Killervirus (The Burning Zone, Fernsehserie, 1 Folge)
- 1996: Sliders – Das Tor in eine fremde Dimension (Sliders, Fernsehserie, 1 Folge)
- 1997: Palm Beach-Duo (Silk Stalkings, Fernsehserie, 1 Folge)
- 1997: The People
- 1998: Sechs Tage, sieben Nächte (Six Days Seven Nights)
- 1998: L.A. Doctors (Fernsehserie, 1 Folge)
- 1998: Killer App (Fernsehfilm)
- 1999: Rent A Man – Ein Mann für gewisse Sekunden (Deuce Bigalow: Male Gigolo)
- 1999–2000: Jesse (Fernsehserie, 4 Folgen)
- 2000: Battery Park (Fernsehserie, 6 Folgen)
- 2000: Strong Medicine: Zwei Ärztinnen wie Feuer und Eis (Strong Medicine, Fernsehserie, 1 Folge)
- 2001: Atlantis – Das Geheimnis der verlorenen Stadt (Atlantis: The Lost Empire, Synchronstimme)
- 2001: Some of My Best Friends (Fernsehserie, 1 Folge)
- 2001: Kate Brasher (Fernsehserie, 1 Folge)
- 2001: Tortilla Soup – Die Würze des Lebens (Tortilla Soup)
- 2001–2005: New York Cops – NYPD Blue (NYPD Blue, Fernsehserie, 80 Folgen)
- 2003: George Lopez (Fernsehserie, 1 Folge)
- 2003: Extreme Rage (A Man Apart)
- 2003: Atlantis – Die Rückkehr (Atlantis: Milo’s Return, Synchronstimme)
- 2004: Unstoppable
- 2005–2006: Freddie (Fernsehserie, 22 Folgen)
- 2009: Crossing Over – Der Traum von Amerika (Crossing Over)
- 2009: Cold Case – Kein Opfer ist je vergessen (Cold Case, Fernsehserie, 1 Folge)
- 2009: Anatomy of Hope (Fernsehfilm)
- 2010: Navy CIS (NCIS, Fernsehserie, 3 Folgen)
- 2010–2011: Coco – Der neugierige Affe (Curious George, Fernsehserie, 2 Folgen, Synchronstimme)
- 2011: The Glades (Fernsehserie, 1 Folge)
- 2011–2013: Franklin & Bash (Fernsehserie, 3 Folgen)
- 2012: American Judy (Fernsehfilm)
- 2012–2019: Young Justice (Fernsehserie, 2 Folgen, Synchronstimme)
- 2013: The Secret Life of the American Teenager (Fernsehserie, 1 Folge)
- 2014: Bad Ass 2: Bad Asses
- 2014: Grimm (Fernsehserie, 1 Folge)
- 2015: Castle (Fernsehserie, 1 Folge)
- 2015–2016: Clarence (Fernsehserie, 2 Folgen, Synchronstimme)
- 2016: Lopez (Fernsehserie, 5 Folgen)
- 2018: Lucifer (Fernsehserie, 1 Folge)
- 2018: The Last Ship (Fernsehserie, 1 Folge)
- 2019: Windows on the World
- seit 2019: Bosch (Fernsehserie)
- 2020: Palm Springs
- 2021: Navy CIS: L.A. (Fernsehserie, Folge Bis Sonnenuntergang)
- 2022: Catwoman – Hunted (Synchronstimme)
- 2022: Gelobtes Land (Promised Land, Fernsehserie, 2 Folgen)
- 2022: The Rookie (Fernsehserie, Folge Crossfire)
- 2023: The Nanny’s Secrets (The Watchful Eye, Fernsehserie, 4 Folgen)
- 2023: Daisy Jones & the Six (Miniserie, 2 Folgen)
- 2023: Bosch Legacy (Fernsehserie, 2 Folgen)
- 2023: Frasier (Fernsehserie, Folge Blind Date)
- 2024: Grey’s Anatomy (Fernsehserie)
- 2024: The Cleaning Lady (Fernsehserie)